# Primera División 2004-2005 (Spagna)
La Primera División 2004-2005 è stata la 74ª edizione della massima serie del campionato spagnolo di calcio, disputato tra il 28 agosto 2004 e il 29 maggio 2005 e concluso con la vittoria del Barcellona, al suo diciassettesimo titolo.
Capocannonieri del torneo sono stati Diego Forlán (Villarreal) e Samuel Eto'o (Barcellona) con 25 reti ciascuno.

## Classifica finale
|       | Pos. | Squadra             | Pt | G  | V  | N  | P  | GF | GS | DR  |
| ----- | ---- | ------------------- | -- | -- | -- | -- | -- | -- | -- | --- |
|       | 1.   | Barcellona          | 84 | 38 | 25 | 9  | 4  | 73 | 29 | +44 |
|       | 2.   | Real Madrid         | 80 | 38 | 25 | 5  | 9  | 71 | 32 | +39 |
|       | 3.   | Villarreal          | 65 | 38 | 18 | 11 | 9  | 69 | 37 | +32 |
|       | 4.   | Real Betis          | 62 | 38 | 16 | 14 | 9  | 62 | 50 | +12 |
|       | 5.   | Espanyol            | 61 | 38 | 17 | 10 | 11 | 54 | 46 | +8  |
|       | 6.   | Siviglia            | 60 | 38 | 17 | 9  | 12 | 44 | 41 | +3  |
|       | 7.   | Valencia            | 58 | 38 | 14 | 16 | 8  | 54 | 39 | +15 |
|       | 8.   | Deportivo La Coruña | 51 | 38 | 12 | 15 | 11 | 46 | 50 | -4  |
|       | 9.   | Athletic Bilbao     | 51 | 38 | 14 | 9  | 15 | 59 | 54 | +5  |
|       | 10.  | Malaga              | 51 | 38 | 15 | 6  | 17 | 40 | 48 | -8  |
|       | 11.  | Atlético Madrid     | 50 | 38 | 13 | 11 | 14 | 40 | 34 | +6  |
|       | 12.  | Real Saragozza      | 50 | 38 | 14 | 8  | 16 | 52 | 57 | -5  |
|       | 13.  | Getafe              | 47 | 38 | 12 | 11 | 15 | 38 | 46 | -8  |
|       | 14.  | Real Sociedad       | 47 | 38 | 13 | 8  | 17 | 47 | 56 | -9  |
| [ 1 ] | 15.  | Osasuna             | 46 | 38 | 12 | 10 | 16 | 46 | 65 | -19 |
|       | 16.  | Racing Santander    | 44 | 38 | 12 | 8  | 18 | 41 | 58 | -17 |
|       | 17.  | Maiorca             | 39 | 38 | 10 | 9  | 19 | 42 | 63 | -21 |
|       | 18.  | Levante             | 37 | 38 | 9  | 10 | 19 | 39 | 58 | -19 |
|       | 19.  | Numancia            | 29 | 38 | 6  | 11 | 21 | 30 | 61 | -31 |
|       | 20.  | Albacete            | 28 | 38 | 6  | 10 | 22 | 33 | 56 | -23 |

Legenda:
      Campione di Spagna e qualificata alla prima fase a gironi della UEFA Champions League 2005-2006.
      Qualificata alla prima fase a gironi della UEFA Champions League 2005-2006.
      Qualificate al terzo turno di qualificazione della UEFA Champions League 2005-2006.
      Qualificate al primo turno di Coppa UEFA 2005-2006.
      Ammesse al terzo turno di Coppa Intertoto 2005.
      Retrocesse in Segunda División 2005-2006.
Regolamento:
Tre punti a vittoria, uno a pareggio, zero a sconfitta.
In caso di arrivo di due o più squadre a pari punti, la graduatoria verrà stilata secondo la classifica avulsa tra le squadre interessate che prevede, in ordine, i seguenti criteri:
- Punti negli scontri diretti.
- Differenza reti negli scontri diretti.
- Regola dei gol fuori casa negli scontri diretti.
- Differenza reti generale.
- Reti realizzate in generale.
- Posizione nella classifica fair-play.

### Squadra campione
| Formazione tipo (4-3-3) | Giocatori (presenze)          |
| --- | ----------------------------- |
| Valdés Belletti Oleguer Puyol Van Bronckhorst Iniesta Márquez Xavi Giuly Eto'o Ronaldinho | Víctor Valdés (35)            |
| Valdés Belletti Oleguer Puyol Van Bronckhorst Iniesta Márquez Xavi Giuly Eto'o Ronaldinho | Juliano Belletti (31)         |
| Valdés Belletti Oleguer Puyol Van Bronckhorst Iniesta Márquez Xavi Giuly Eto'o Ronaldinho | Oleguer (36)                  |
| Valdés Belletti Oleguer Puyol Van Bronckhorst Iniesta Márquez Xavi Giuly Eto'o Ronaldinho | Carles Puyol (36)             |
| Valdés Belletti Oleguer Puyol Van Bronckhorst Iniesta Márquez Xavi Giuly Eto'o Ronaldinho | Giovanni van Bronckhorst (29) |
| Valdés Belletti Oleguer Puyol Van Bronckhorst Iniesta Márquez Xavi Giuly Eto'o Ronaldinho | Andrés Iniesta (37)           |
| Valdés Belletti Oleguer Puyol Van Bronckhorst Iniesta Márquez Xavi Giuly Eto'o Ronaldinho | Rafael Márquez (34)           |
| Valdés Belletti Oleguer Puyol Van Bronckhorst Iniesta Márquez Xavi Giuly Eto'o Ronaldinho | Xavi (36)                     |
| Valdés Belletti Oleguer Puyol Van Bronckhorst Iniesta Márquez Xavi Giuly Eto'o Ronaldinho | Ludovic Giuly (29)            |
| Valdés Belletti Oleguer Puyol Van Bronckhorst Iniesta Márquez Xavi Giuly Eto'o Ronaldinho | Samuel Eto'o (37)             |
| Valdés Belletti Oleguer Puyol Van Bronckhorst Iniesta Márquez Xavi Giuly Eto'o Ronaldinho | Ronaldinho (35)               |
| Valdés Belletti Oleguer Puyol Van Bronckhorst Iniesta Márquez Xavi Giuly Eto'o Ronaldinho | Allenatore: Frank Rijkaard    |
| Altri giocatori: Deco (35), Sylvinho (21), Gerard López (13), Henrik Larsson (12), Damià Abella (9), Maxi López (8), Thiago Motta (8), Lionel Messi (7), Edmílson (6), Fernando Navarro (5), Demetrio Albertini (5), Gabri (4), Albert Jorquera (2), Rubén Martínez (2), Rodri (1). |                               |

## Statistiche

### Squadre

#### Capoliste solitarie
|    | —— | —— | —— | ——  | ——         | ——         | ——         | ——         | ——         | ——         | ——         | ——         | ——         | ——         | ——         | ——         | ——         | ——         | ——         | ——         | ——         | ——         | ——         | ——         | ——         | ——         | ——         | ——         | ——         | ——         | ——         | ——         | ——         | ——         | ——         | ——         | ——         | —— |  |
|    |    |    |    | Val | Barcellona | Barcellona | Barcellona | Barcellona | Barcellona | Barcellona | Barcellona | Barcellona | Barcellona | Barcellona | Barcellona | Barcellona | Barcellona | Barcellona | Barcellona | Barcellona | Barcellona | Barcellona | Barcellona | Barcellona | Barcellona | Barcellona | Barcellona | Barcellona | Barcellona | Barcellona | Barcellona | Barcellona | Barcellona | Barcellona | Barcellona | Barcellona | Barcellona |    |  |
|    |    |    |    |     |            |            |            |            |            |            |            |            |            |            |            |            |            |            |            |            |            |            |            |            |            |            |            |            |            |            |            |            |            |            |            |            |            |    |  |
|    |    |    |    |     |            |            |            |            |            |            |            |            |            |            |            |            |            |            |            |            |            |            |            |            |            |            |            |            |            |            |            |            |            |            |            |            |            |    |  |
| 1ª | 2ª | 3ª | 4ª | 5ª  | 6ª         | 7ª         | 8ª         | 9ª         | 10ª        | 11ª        | 12ª        | 13ª        | 14ª        | 15ª        | 16ª        | 17ª        | 18ª        | 19ª        | 20ª        | 21ª        | 22ª        | 23ª        | 24ª        | 25ª        | 26ª        | 27ª        | 28ª        | 29ª        | 30ª        | 31ª        | 32ª        | 33ª        | 34ª        | 35ª        | 36ª        | 37ª        | 38ª        |    |  |

#### Primati stagionali
- Maggior numero di vittorie: Barcellona, Real Madrid (25)
- Minor numero di sconfitte: Barcellona (4)
- Migliore attacco: Barcellona (73 reti segnate)
- Miglior difesa: Barcellona (29 reti subite)
- Miglior differenza reti: Barcellona (+44)
- Maggior numero di pareggi: Valencia (16)
- Minor numero di pareggi: Malaga (6)
- Maggior numero di sconfitte: Albacete (22)
- Minor numero di vittorie: Numancia, Albacete (6)
- Peggior attacco: Numancia (30 reti segnate)
- Peggior difesa: Osasuna (65 reti subite)
- Peggior differenza reti: Numancia (-31)

### Individuali

#### Classifica marcatori
| Gol |  |  | Giocatore           | Squadra         |
| --- |  |  | ------------------- | --------------- |
| 25  |  |  | Diego Forlán        | Villareal       |
| 25  |  |  | Samuel Eto'o        | Barcellona      |
| 22  |  |  | Ricardo Oliveira    | Betis           |
| 21  |  |  | Ronaldo             | Real Madrid     |
| 18  |  |  | Júlio Baptista      | Siviglia        |
| 16  |  |  | Fernando Torres     | Atlético Madrid |
| 15  |  |  | David Villa         | Real Saragozza  |
| 15  |  |  | Juan Román Riquelme | Villareal       |
| 15  |  |  | Maxi Rodríguez      | Espanyol        |
| 13  |  |  | Michael Owen        | Real Madrid     |
| 13  |  |  | Nihat Kahveci       | Real Sociedad   |
| 12  |  |  | Antonio Pacheco     | Albacete        |
| 12  |  |  | Ismael Urzaiz       | Athletic Bilbao |